# Panicum teretifolium
Panicum teretifolium är en gräsart som beskrevs av Eduard Hackel. Panicum teretifolium ingår i släktet vipphirser, och familjen gräs. Inga underarter finns listade i Catalogue of Life.